# Sân bay Châteauroux-Déols "Marcel Dassault"

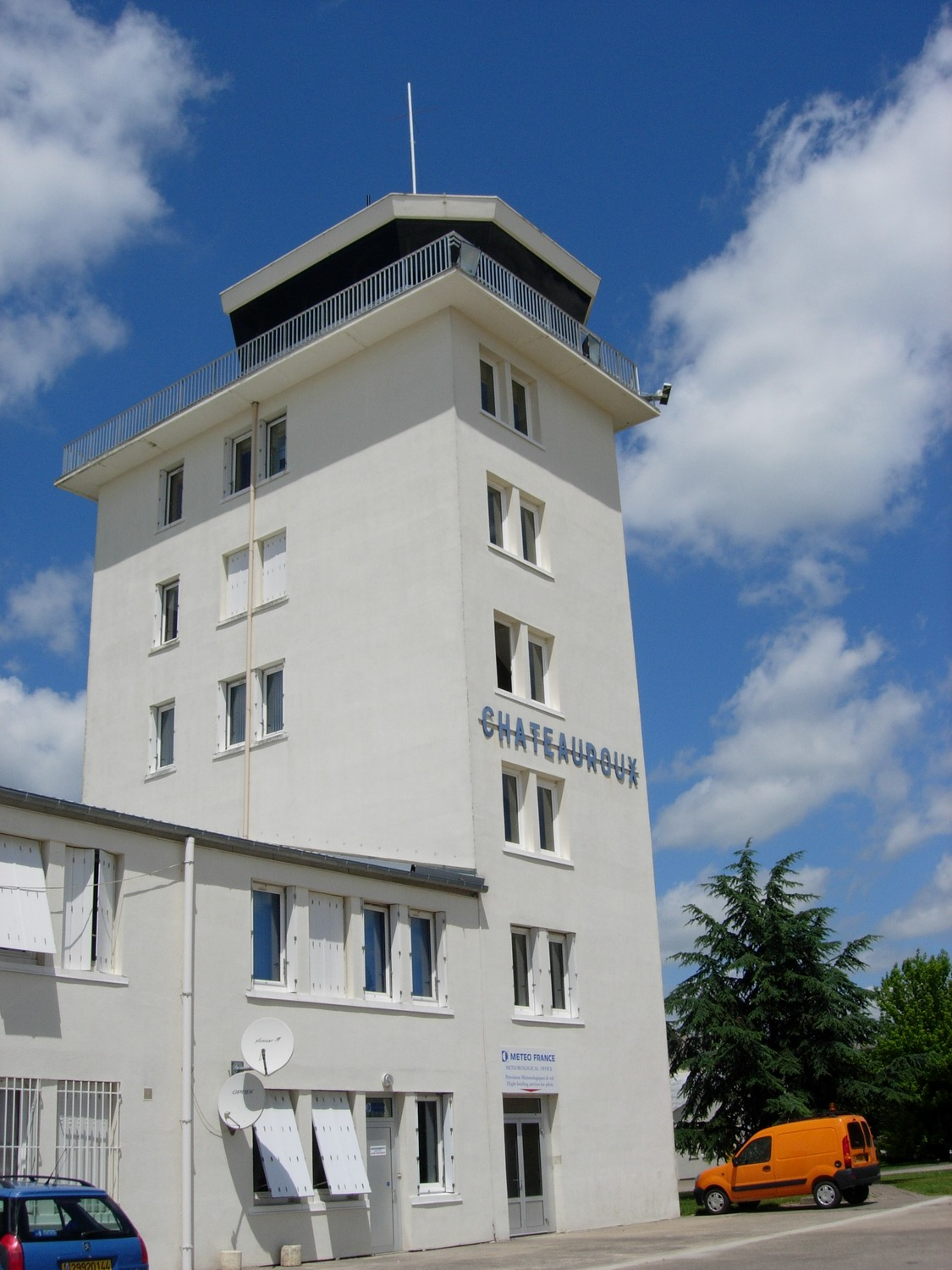
Đài không lưu

Sân bay Châteauroux-Centre "Marcel Dassault" tiếng Pháp: Aéroport de Châteauroux-Centre "Marcel Dassault" (IATA: CHR, ICAO: LFLX) là một sân bay phục vụ thành phố Châteauroux và nằm 55 km về phía trong tỉnh Indre thuộc vùng của Pháp. Sân bay có đường băng bằng asphalt bê tông dài 3500 mét. Saan bay này phục vụ vận chuyển hàng hóa, huấn luyện phi công, bảo dữong kỹ thuật.
Tên cũ là Sân bay Châteauroux-Déols "Marcel Dassault" (Aéroport Chateauroux-Deols "Marcel Dassault"). Sân bay được đặt tên theo Marcel Dassault và nằm trên địa điểm cũ của căn cứ không quân Châteauroux-Déols.